# Европска награда за поезију „Петру Крду”
Европска награда за поезију „Петру Крду” (раније Европска награда за поезију) додељује се песницима за допринос модерном певању и мишљењу.
Установљена је у Вршцу 1987. године под називом Европска награда за књижевност. У почетку је додељивана годишње, а након 1996. г. додељује се двогодишње. Оснивач награде је песник Петру Крду а награду додељује Књижевна општина Вршац. Награда се састоји од плакете, дипломе, новчаног износа и објављивања књиге лауреата у Едицији „Европска награда”. После смрти њеног оснивача, награда је 2011. преименована у Европска награда за поезију „Петру Крду”.

## Добитници
Награду су добили следећи песници:
- 1987 — Хусто Хорхе Падрон (Шпанија)
- 1988 — Вјачеслав Купријанов (СССР)
- 1989 — Јулијан Корнхаузер (Пољска)
- 1990 — Штефан Аугустин Дојнаш (Румунија)
- 1991 — Томас Транстремер (Шведска)
- 1992 — Чарлс Симић (САД)
- 1993 — Титос Патрикиос (Грчка)
- 1994 — Миодраг Павловић (СР Југославија)
- 1995 — Роберто Мусапи (Италија)
- 1996 — Еуженио де Андраде (Португалија)
- 1998 — Рајнер Кунце (Немачка)
- 2000 — Тадеуш Ружевич (Пољска)
- 2002 — Паво Хавико (Финска)
- 2004 — Пол Малдун (Ирска)
- 2006 — није додељена
- 2008 — Ана Бландијана (Румунија)
- 2010 — Весна Парун (Хрватска)
- 2012 — Петру Крду (Србија) – постхумно
- 2014 — Адам Загајевски (Пољска)[4]
- 2016 — Лидија Димковска (Македонија)[5]
- 2018 — Љубомир Симовић (Србија)[6]
- 2020 — Ото Толнаи (Србија)[7][а]
- 2023 — Метин Џенгиз (Турска)[9]